# Екзогенни процеси
Екзогенните процеси са съвкупност от процеси, които се извършват на повърхността на Земята (или на друга планета) или в най-горната част на литосферата и са обусловени от външните земни сили (атмосфера, хидросфера, криосфера и др.), космически сили, радиация, гравитация и др. Екзогенните процеси се явяват антипод на ендогенните процеси, които са обусловени от вътрешните земни сили (вулканизъм, тектоника, земетресения и др.
Към екзогенните процеси се отнасят изветрянето, денудацията и съвкупността от всичките техни проявления (ерозия, корозия, екзарация и др.) и акумулацията на материалите. Екзогенните процеси се проявяват във вид на разрушаване на скалите (изветряне) и разчленяване на релефа, пренос и отлагане на продуктите от това разрушавене (акумулация, седиментация и др.). Към екзогенните процеси се отнася и въздействието на човешката дейност върху природата.
Основен първоизточник за екзогенните процеси на Земята и планетите се явява енергията на Слънцето. Слънчевата топлина, попадаща на повърхността, въздейства непосредствено на скалите, предизвиквайки, например, пустинния загар на скалите или, по-малко, опосредствено чрез преминаването в кинетична енергия на различни мобилни среди (въздух, вода) чрез изменения на температурата и налягането, образуването на валежи в облаците, които падайки на повърхността образуват реки, водоеми и ледници, явяващи се геоложки агенти на денудацията, химически реакции и др.
Екзогенните процеси формират седиментния чехъл и морфоскулптурата на планетата, а също и свързаните с тях находища на полезни изкопаеми. Това значи, че по тях може да се изяснят условията, в които те са се формирали. Понякога в състава на екзогенните процеси се включват склоновите процеси, обусловени от гравитацията, падането на метеорити, радиационното изветряне и др.

## Основни видове екзогенни процеси
- Изветряне – съвкупност от процеси на физично разрушаване и химическо изменение на скалите по земната повърхност под въздействието на атмосферата, водата и организмите. То се поделя на физическо (подразделя се на температурно и механично), химическо и органично (биогенно) изветряне. Много често към изветрянето се причисляват почвообразуването и процесите на биогенното изветряне.
- Гравитационни (склонови) процеси – съвкупност от процеси на пренос и натрупване (акумулация) на скален материал по планинските склонове под въздействието на гравитацията. Към тях спадат лавините, каменопадите, сипеите, свлачищата, отмиването и оголването на склоновете, солифлукцията и дефлукцията.
- Флувиални (речни) процеси – всички малки и големи реки и потоци пренасят наноси надолу по течението си. Скоростта, с която се придвижват наносите зависи от достъпността и наличието им, а също и от големината на реката. Обикновено реките увеличават своя дебит при обединяването си с други реки, като по този начин образуват речни системи, големината на които зависи от конкретната повърхност и геоложкия строеж на техния водосборен басейн. Към тези процеси се отнасят ерозията, делувиалните наноси, селите, речните образувания (меандри, старици и др.), устиевите процеси (делти, естуари и др.).
- Брегови процеси – това са процеси, формиращи релефа в крайбрежната зона на океани, морета, езера и др. Основен брегови процес се явява абразията, която се проявява в двете си форми – денудация (клифов бряг) и акумулация (плажове, коси, плитчини).
- Ледникови (глациални) процеси – предизвикват се от движението на ледниците. Постепенното движение на ледника надолу по долината причинява разрушаването и транспортирането на скалите в основата и по периферията на ледника които се натрупват във вид на морени (странични, челни, дънни, междинни, вътрешни). Други видове глациални процеси са водно-ледниковата ерозия и акумулация (глациофлувиални и глациолимноложки процеси).
- Екзарационни процеси в райони на вечно замръзнала почва (нивация и алтипланация) – термокарст, термоабразия, ледникова сортировка, криотурбация, образуването на наледи.
- Ветрови (еоличен) процеси – процеси, формиращи релефа под въздействието на вятъра. Те формират както акумулативни (бархани, дюни) така и денудационни форми (оголване на скалите). Основният действащ фактор е вятърът (при скорост над 4 m/s), и, който съдържа в себе си безкрайно количество песъчинки, които разрушават скалите. Основни еолови процеси са дефлацията и корозията.
- Карстови процеси – основен фактор се явява химичното въздействие на водата върху скалите, като се образуват надземни (кари, карстови воронки, понори, карстови полета, ували и карстови долини) и подземни (пещери, карстови кладенци, подземни реки) форми на релефа, а също и в малко количество карстови наслаги.
- Суфозионни процеси – процеси, съпроводени с пренос на много дребни материали от разрушени скали (глини, алевритови частици и др), в резултат на които се образуват своеобразни форми на релефа с овална или закръглена форма, предимно в степните райони: падини, блюдца и др.
- Биогенни процеси – те се формират под въздействието на живите организми: пътеки в горите, термитници, боброви бентове, коралови рифове (обграждащи, бариерни, атоли).
- Техногенни процеси – са процеси предизвикани от стопанската дейност на човека. Тези процеси се наблюдават при открити рудници и кариери, пътни и хидротехнически съоръжения, градове и промишлени центрове, селскостопански дейности и др.
- Космогенни процеси – характерни са за планетите от групата на Земята, но не винаги се явяват релефообразуващи фактори. Най-забележителната релефна форма предизвикана от космогенен процес е Аризонския кратер в Северна Америка.[1]